# Salvador del Mundo (Asunción)
Salvador del Mundo es un barrio de la ciudad de Asunción, capital de la República del Paraguay. Pertenece a la zona de  Campo Grande

## Historia
Los vecinos del barrio Salvador del Mundo comentan que la zona comenzó a poblarse hace 80 años. El mencionado lugar era conocido como "Campo Grande", luego "Buenos Aires" y por último se adoptó el nombre de la parroquia católica del barrio, "Salvador del Mundo".

## Geografía
El barrio Salvador del Mundo está situado en la ciudad de Asunción, capital del Paraguay, Región Oriental, dentro de la bahía del Río Paraguay, ciudad cosmopolita, donde confluyen personas de distintas regiones del país y extranjeros que la habitan, ya arraigados en ella.

## Clima
Un clima subtropical, la temperatura media es de 28 °C en el verano y 17 °C en el invierno y vientos predominantes del norte y sur, presenta el barrio Salvador del Mundo. El promedio anual de precipitaciones es de 1700 mm.

## Límites
El barrio Salvador del Mundo tiene como limitantes a la Avda. Madame Lynch, la Avda. Aviadores del Chaco, la Avda. Primer Presidente y la calle Overáva.
- Al norte limita con el barrio Madame Lynch y el barrio Mbokayaty.
- Al sur limita con el barrio Ñu Guazú.
- Al este limita con el barrio Ñu Guazú y el barrio Mbocayaty.
- Al oeste limita con el barrio San Jorge.

## Superficie
El barrio comprende 0,53 km². El suelo del barrio Salvador del Mundo es arenoso con manantiales, surgentes y cauces de agua que corren a lo largo de las vías del ferrocarril.

## Vías y Medios de Comunicación
Las principales vías de comunicación son la Avda. Madame Lynch, la Avda. Aviadores del Chaco, la Avda. Santísima Trinidad y la Avda. Primer Presidente.
Operan cuatro canales de televisión abiertos y varias empresas que emiten señales por cable. Se conectan con veinte emisoras de radio que transmiten en frecuencias AM y FM. Cuenta con los servicios telefónicos de Copaco y los de telefonía celular, además cuenta con varios otros medios de comunicación y a todos los lugares llegan los diarios capitalinos.

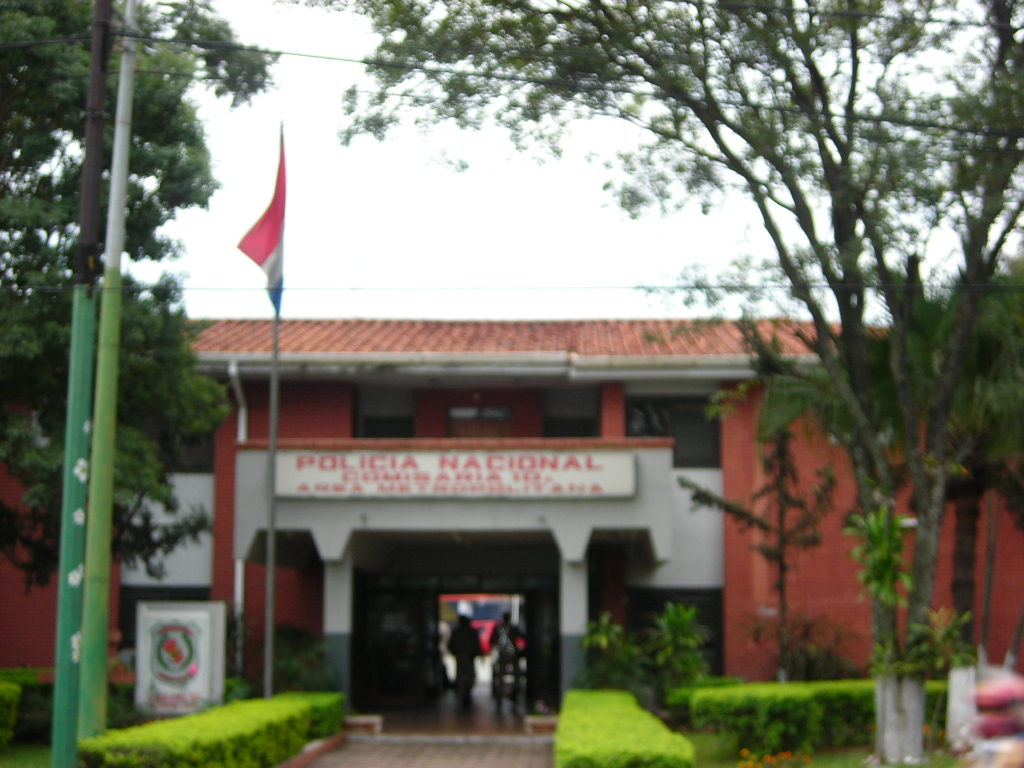
Comisaría N° 10.

## Transporte
Circulan por el barrio Salvador del Mundo, los ómnibus de la línea 36, la línea 18, la línea 3, la línea 37, la línea 42, la Chaqueña, Villeta y otros que se dirigen a Areguá y Luque.

## Población
El barrio Salvador del Mundo tiene una población de 3.658 habitantes, de los cuales 53% son mujeres y 47% son hombres. La densidad poblacional es de 6.950 hab./km².

## Demografía
En el barrio existen 774 viviendas aproximadamente en su gran mayoría de tipo económico. El porcentaje de cobertura de servicios es el siguiente:
- El 95 % de las viviendas poseen energía eléctrica.
- El 90 % de las viviendas poseen agua corriente.
- El 89 % de las viviendas poseen el servicio de recolección de basura.
- El 78 % de las viviendas poseen red telefónica.

En materia sanitaria el barrio cuenta con dos centros de salud públicos, que prestan servicios de consulta clínica, pediátrica, ginecológica, odontológica y otros.
Algunos pobladores tienen pequeñas despensas o almacenes que se encuentran especialmente en las calles empedradas, otros son profesionales o tienen algún oficio como la plomería, carpintería, albañilería entre otros.

## Principales problemas del barrio
- Presencia de menores en la calle
- Falta de titulación de los terrenos
- Carencia de habilitación de espacios recreativos saludables.
- Venta informal, abundan la zona creando en los transeúntes temor e inseguridad.
- El peligro que representa la presencia la delincuencia juvenil, jóvenes alcoholizados.
- El mal estado de las calles
- Falta de desagüe cloacal

## Instituciones y Organizaciones existentes
Las comisiones vecinales colaboran con la Intendencia Municipal en la realización de obras de interés comunitario y en la prestación de servicios básicos.
Las comisiones 
Existen dos comisiones vecinales
- 26 de febrero
- Overáva

Sus objetivos son el mejoramiento de sus calles y la conexión del desagüe cloacal, mejorar el estado de las calles, evitar la delincuencia juvenil y la presencia de jóvenes alcoholizados por las calles del barrio.

## Instituciones No Gubernamentales
Religiosa Católica
- Iglesia Salvador del MundoIglesia Salvador del Mundo.

Entidades Sociales
- Club independiente

Servicios Sanitarios

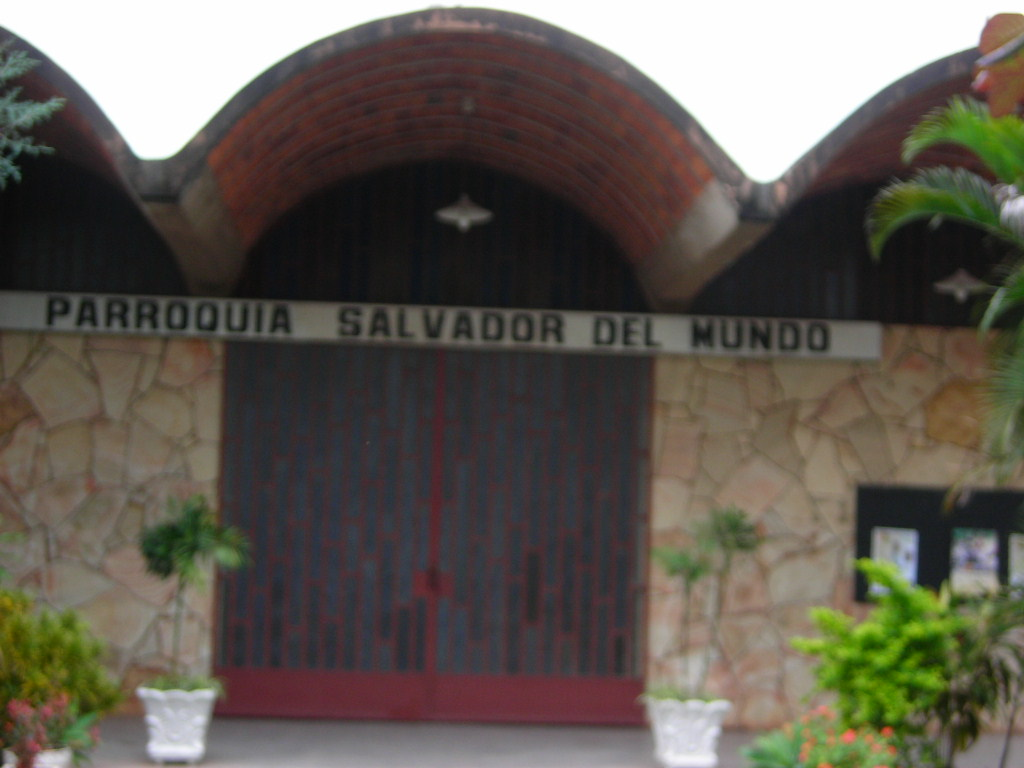
Iglesia Salvador del Mundo.

- Centro Sanitario Salvador del Mundo
- Puesto Sanitario Valerio Fernández

## Instituciones Gubernamentales
Policiales
- Comisaría N° 10

Educativa
- Escuela y Colegio Vicente Ignacio Iturbe, que implementa la educación escolar básica del primer, segundo y tercer ciclo, además del nivel medio.